# Kosmos 2264
Kosmos 2264, ruski izviđački satelit iz programa Kosmos. Vrste je US-P.
Lansiran je 17. rujna 1993. godine u 00:43 s kozmodroma Bajkonura (Tjuratam) u Kazahstanu. Lansiran je u nisku orbitu oko planeta Zemlje raketom nosačem Ciklon-2 11K69. Orbita mu je bila 403 km u perigeju i 418 km u apogeju. Orbitna inklinacija bila je 65°. COSPARova oznaka je 1993-060-A. Zemlju je obilazio u 92,7 minuta. Pri lansiranju bio je mase 3150 kg. 
Iz orbite je izašao i vratio se u atmosferu 7. kolovoza 1995. godine.

## Vanjske poveznice
- N2YO.com Search Satellite Database
- Celes Trak SATCAT Format Documentation (engl.)